# Talango (onderdistrict)
Talango is  een onderdistrict (kecamatan) op het eiland Pulau Puteran (Poeloe Poeteran) van het regentschap Sumenep (Soemenep) bij het eiland Madura (Madoera) in de provincie Oost-Java, Indonesië.

## Verdere onderverdeling
Het onderdistrict Talango ligt op het eiland Pulau Puteran. Het bestaat uit 8 dorpen (kelurahan) hier weergegeven met hun populaties bij de volkstelling van 2010:
Pulau Puteran. 
- Desa Talango, 5.732
- Padike, 4.503
- Gapurana, 7.689
- Cabbiya, 2.873
- Essang, 3.752
- Palasa, 4.523
- Kombang, 3.311
- Poteran, 4.354